# Čistá (Rovná)
Čistá (do roku 1948 Město Litrbachy), (německy Lauterbach Stadt) je základní sídelní jednotka obce Rovná v okrese Sokolov. Původní středověké horní město zcela zaniklo v polovině 20. století. Nacházelo se v nadmořské výšce 780 až 800 metrů na náhorní plošině Slavkovského lesa, asi 10 kilometrů jihovýchodně od Sokolova. Katastrální území Čistá u Rovné má rozlohu 13,93 km².

## Historie
Území, na němž leží Čistá, patřilo zpočátku Nothaftům. První zmínky o Čisté pocházejí z roku 1350, kdy nesla německý název Lauterbach, přináležela k panství Bečova nad Teplou a jejími majiteli byl rod Riesenburků. Oficiálně se však klade první písemná zmínka o Čisté do roku 1370, kdy je uváděna ve výčtu Leuchtenberských lén. Roku 1490 získali Čistou páni z Plavna a roku 1502 ji směnili s Pluhy z Rabštejna za jiné statky. V listině z 10. května 1542 se již jako majitelé uvádějí Šlikové. Čistá se pravděpodobně stala součástí věna Anny Pluhové při sňatku se Štěpánem Šlikem. Po smrti Štěpána Šlika v bitvě u Moháče přešlo vlastnictví na Jeronýma Šlika a Vavřince Šlika, kteří se ve vládnutí střídali po dvou letech. Největší ekonomický rozvoj nastal počátkem 16. století kdy v jejím těsném sousedství byla objevena ložiska cínové rudy. Probíhalo zde jak rýžování, tak i hlubinná těžba. Po povstání českých stavů v roce 1547 bylo Jeronýmu Šlikovi zabaveno loketské panství a pro město Čistá, Horní Slavkov a Krásno byl vydán k 1. lednu 1548 nový Horní řád. Krátkou dobu vlastnili Čistou Štampachové, ale v roce 1551 bylo město Štampachům odebráno a správu převzala královská komora.
Dne 20. června roku 1551 obdržela Čistá privilegia královského horního města. Městský znak jí udělil král Ferdinand I.
Pokles těžby cínu a celkový úpadek města nastal v období třicetileté války. Katolická reformace a pronásledování protestantů mělo za následek odliv obyvatel do nedalekého Saska kde mohli svobodně vyznávat svoji víru. V roce 1772 zachvátil město rozsáhlý požár, který zničil téměř celé město. Shořela většina domů, radnice, fara i starý kostel. Na jeho základech byl v letech 1774–1775 vystavěn nový kostel svatého Michaela od kterého vedla k později přemístěnému hřbitovu Křížová cesta.
Změny v habsburské monarchii po revoluci roku 1848 znamenaly i převod některých kompetencí. Část kompetencí přešla v roce 1850 na okresní hejtmanství v Karlových Varech, část na správní obvod okresního soudu v Lokti.
V letech 1869–1900 byla vedena pod názvem Lauterbach v okrese Falknov, v roce 1910 jako Lauterbach Stadt v okrese Falknov, v roce 1921–1930 jako Město Litrbachy v okrese Loket, v roce 1950 jako osada obce Krásno v okrese Karlovy Vary, později už bez obyvatel jako součást obce Rovná v okrese Sokolov.

### Hornictví
U hornické kolonizace území se předpokládá, že těžba cínu byla prováděna nejprve rýžováním náplavů, následně i rozsypů cínové rudy. Později došlo k objevům primární rudy. Lze se domnívat, že ve vyšších polohách Slavkovského lesa se pracovalo jen sezonně od jara do podzimu. Právě rýžování přivedlo nejstarší osídlení do tohoto vysoko položeného území a umožnilo vznik Čisté.
Ložisko cínu je vázáno na kontakt metamorfovaných krušnohorských žul s krystalinikem jádra Slavkovského lesa. Zejména středně zrnité žuly jsou částečně greisenizované. Vlastní ložisko je tvořeno mocnými, ale chudými rudními čočkami v malé hloubce pod povrchem. Největší rozsah historických dobývek se nachází ve dvou formacích. Tou první jsou impregnace v žulách, greisenizovaných žulách a greisenech. Tou druhou jsou drobné rudní žíly. Jejich mocnost je 1–5 cm a jsou tvořené kasiteritem a wolframitem.
Nízká kovnatost rudy a odlehlost od centra dobývání, tedy Krásna a Horního Slavkova měly výrazný vliv na dobývání. Obsah cínu v ložisku byl v rozmezí 0,1 až 0,4 %, obsah wolframu v průměru pouhých 0,042 %, prakticky na hranici využitelnosti. Po vyčerpání bohatších partií ložiska zájem o dobývání upadal. Do starých důlních děl se příliš nezasahovalo a zachovala proto až do současnosti výjimečná historická hodnota. To platí především pro nejvýznamnější důl Jeroným, který byl 1. července 2008 prohlášen za národní kulturní památku.
V roce 1953 byla v Čisté zahájena těžba uranových rud. Těžba byla ukončena v roce 1957.

### Zánik města

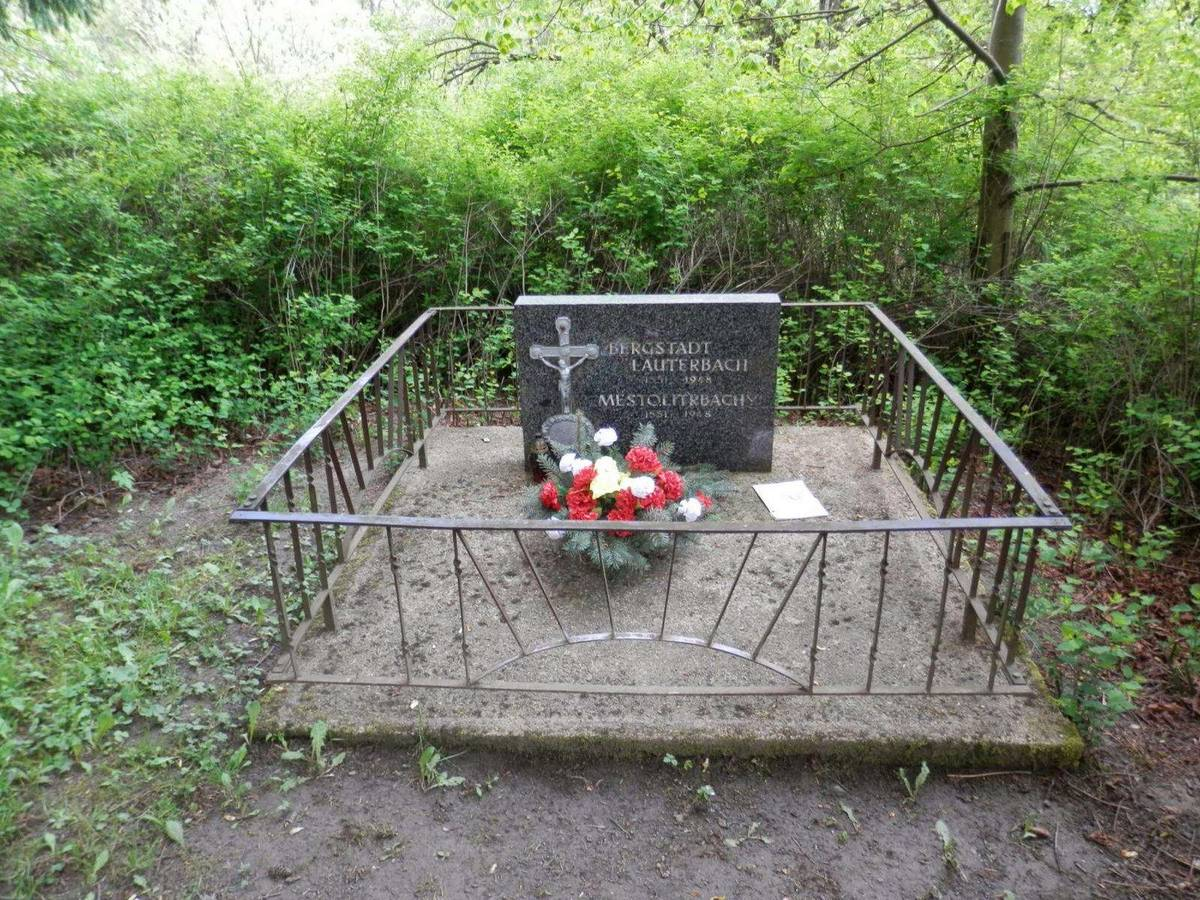
Pomník zaniklého města Litrbachy v Čisté

Po skončení druhé světové války postihlo Čistou (v té době to ještě byly Litrbachy) vysídlení německého obyvatelstva. To proběhlo v roce 1946 a 1947 a město opustilo prakticky všechno původní obyvatelstvo. Na počátku roku 1948 mělo město pouhých sedm obyvatel. Teprve potom, v roce 1948, dostalo město české jméno Čistá. Již v roce 1946 padlo definitivní rozhodnutí o vybudování vojenského výcvikového prostoru ve Slavkovském lese. Následovalo začlenění území Čisté do vojenského prostoru a vystěhování posledních obyvatel. Na uvolněném území se začalo s budováním různých vojenských objektů. V letech 1953–1954 se střetávaly zájmy armády s průzkumem Jáchymovských uranových dolů, který se rozšířil do oblasti Slavkovského lesa. Zájem o těžbu uranu převážil a usnesením ze dne 29. června 1954 byl vojenský újezd zrušen. Následující roky zlikvidovaly buldozery vojenské stavby i polorozbořené civilní objekty. To byl faktický fyzický konec města Čistá.
O likvidaci města během vojenského cvičení byl natočen vojenský instruktážní film Boj o osadu. Součástí tohoto cvičení/filmu bylo i cvičné bombardování a demolice domů projíždějícím tankem.
Popis zničení obce obsahuje publikace Historie Vojenského újezdu Prameny aneb Chlapci z Opičích hor od Rudolfa Tomíčka.
Opuštěný prostor však i po třiceti letech lákal armádu. Na zbrojní program Ronalda Reagana reagovaly státy Varšavské smlouvy novými zbraněmi. V roce 1984 bylo v odvalu uranové jámy č. 20 v Čisté vybudováno odpalovací stanoviště mobilních raket SS-20 na podvozcích Tatry 813. Bylo zde i podzemní velitelské stanoviště, které je již zlikvidováno.
Zaniklé město připomíná už jen novodobý křížek v místech vstupní brány zaniklého hřbitova a kamenný pomníček v místě bývalého náměstí.

## Obyvatelstvo
Při sčítání lidu v roce 1921 zde žilo 1 278 obyvatel, z nichž bylo 1 265 Němců a 13 cizinců. K římskokatolické církvi se hlásilo1 263 obyvatel, 10 obyvatel k evangelické církvi, čtyři k izraelitské církvi a jeden byl bez vyznání.
| Rok            | 1869  | 1880  | 1890  | 1900  | 1910  | 1921  | 1930  | 1950 |
| -------------- | ----- | ----- | ----- | ----- | ----- | ----- | ----- | ---- |
| Počet obyvatel | 1 982 | 1 851 | 1 795 | 1 634 | 1 445 | 1 278 | 1 192 | 0    |
| Počet domů     | 281   | 287   | 274   | 261   | 257   | 252   | 255   | 0    |

## Pamětihodnosti
- Důl Jeroným je od roku 2008 národní kulturní památkou.[21]
- Pomník dvanácti žen zemřelých při pochodu smrti v roce 1945 nedaleko obce u Zaječího vrchu.[22]

### Zaniklé stavby
- Bühnlův mlýn, původní č.p. 230, na Lobezském potoce

## Fotogalerie

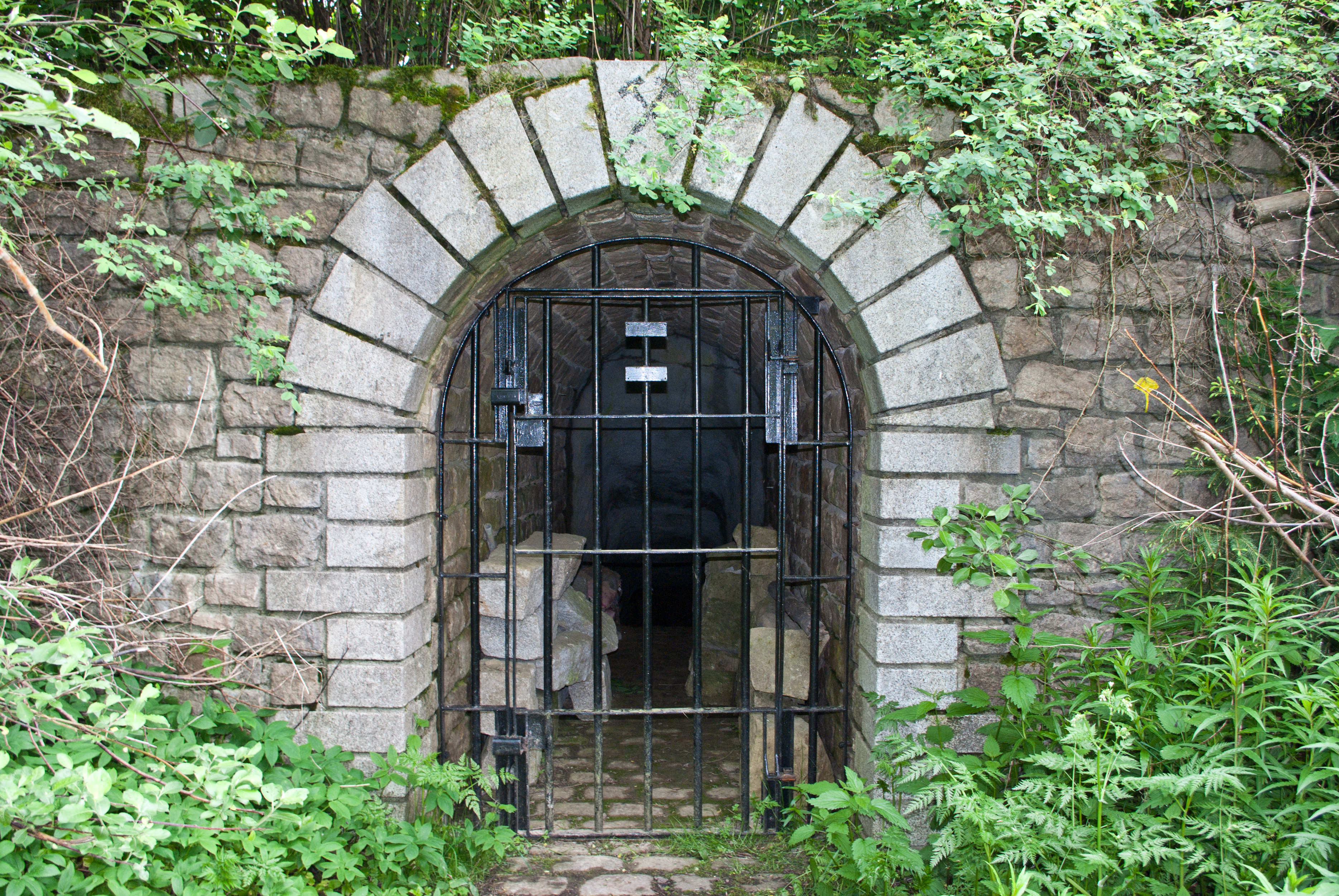
Portál dolu Jeroným
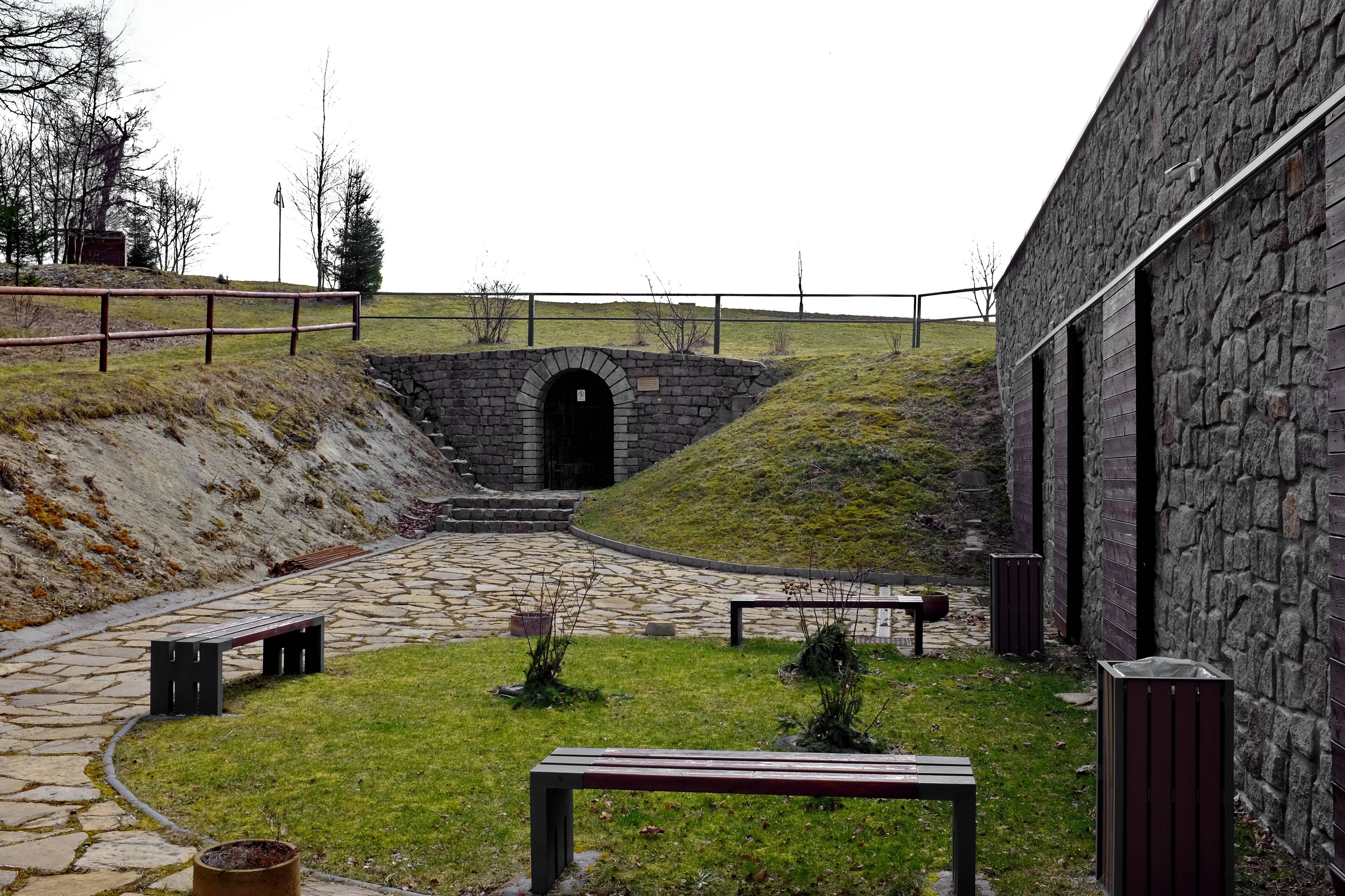
Prostranství před vstupem do dolu Jeroným
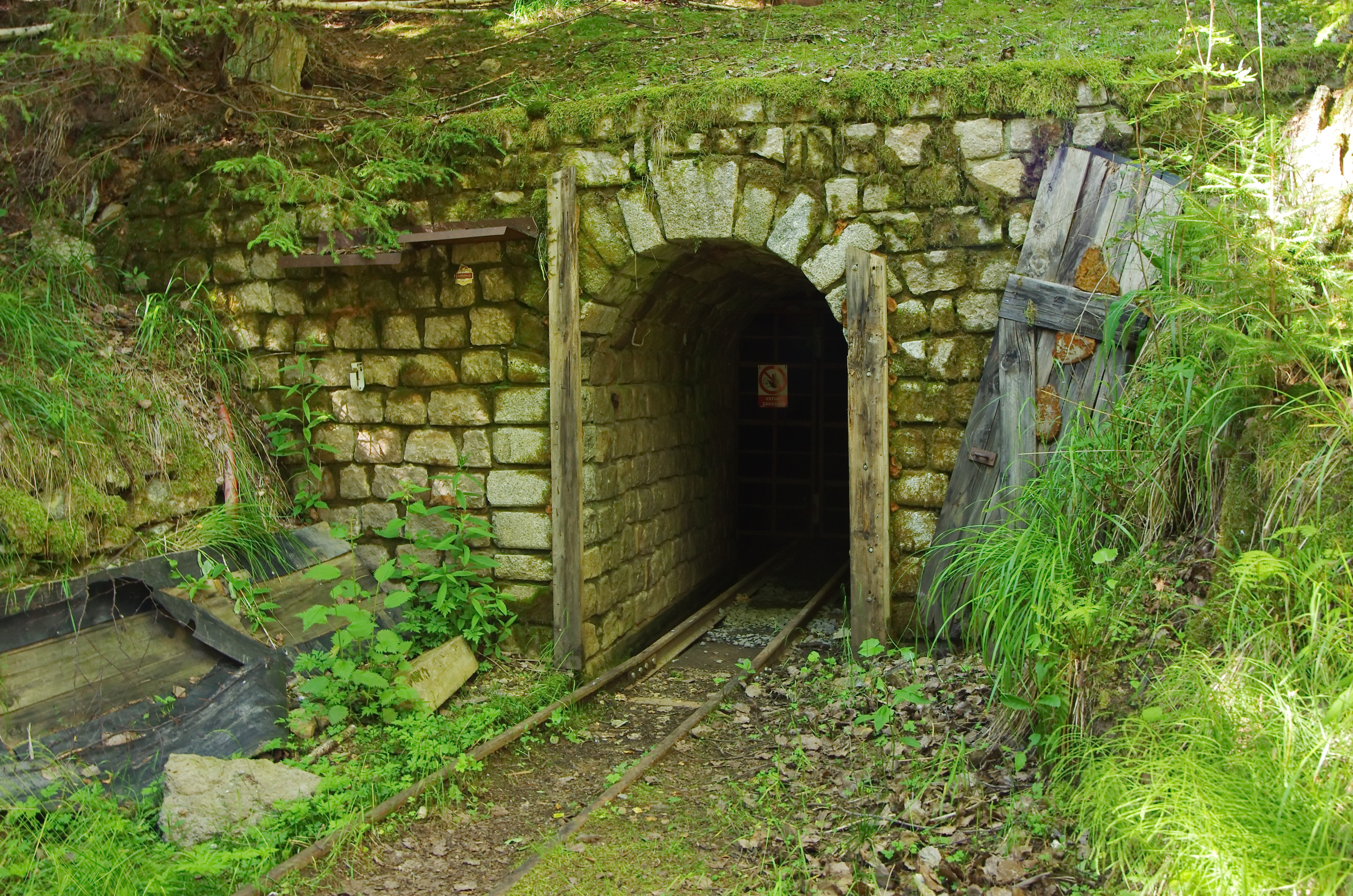
Odvodňovací štola dolu Jeroným u Chalupeckého potoka
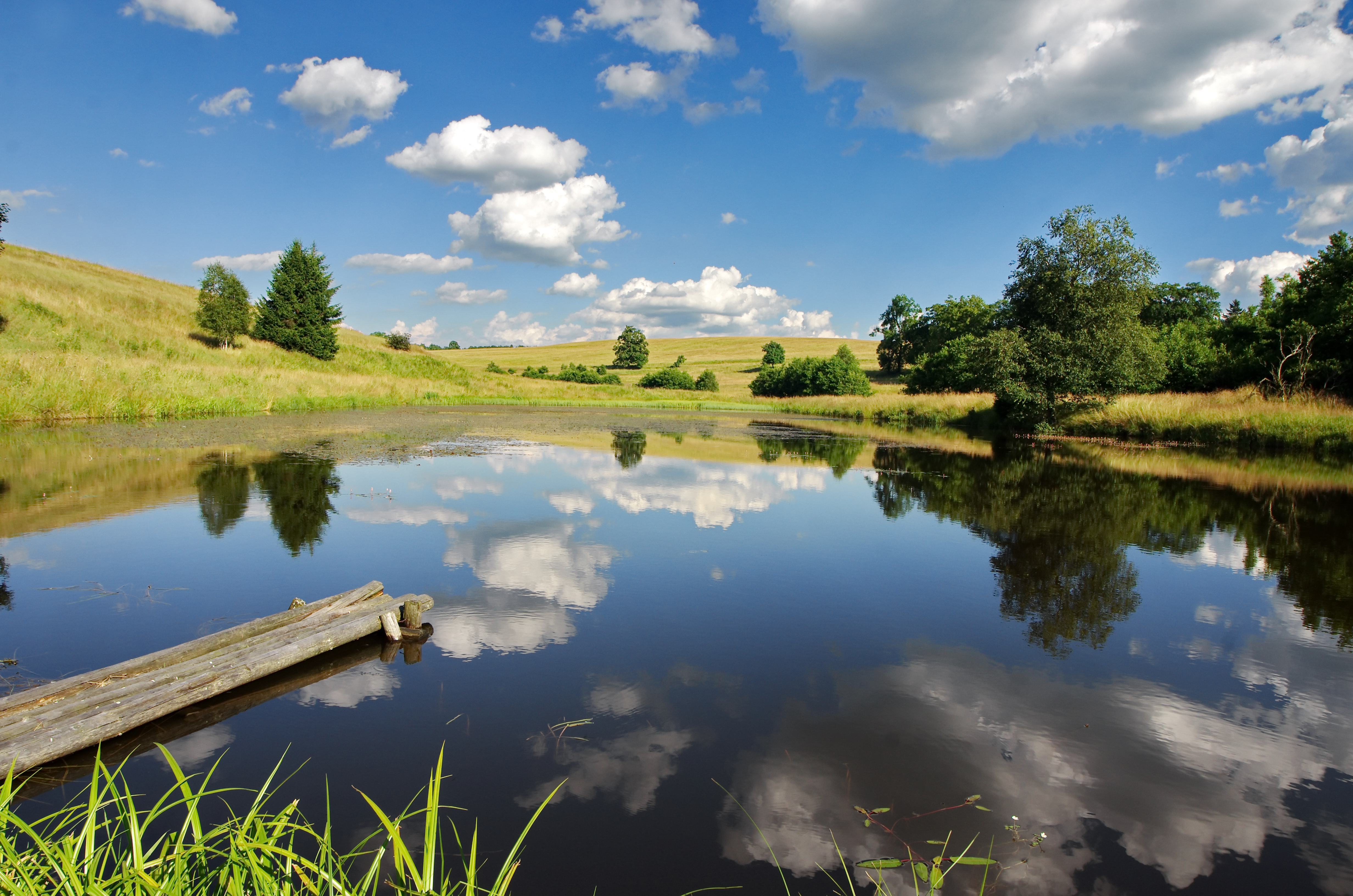
Rybník u Chalupeckého potoka
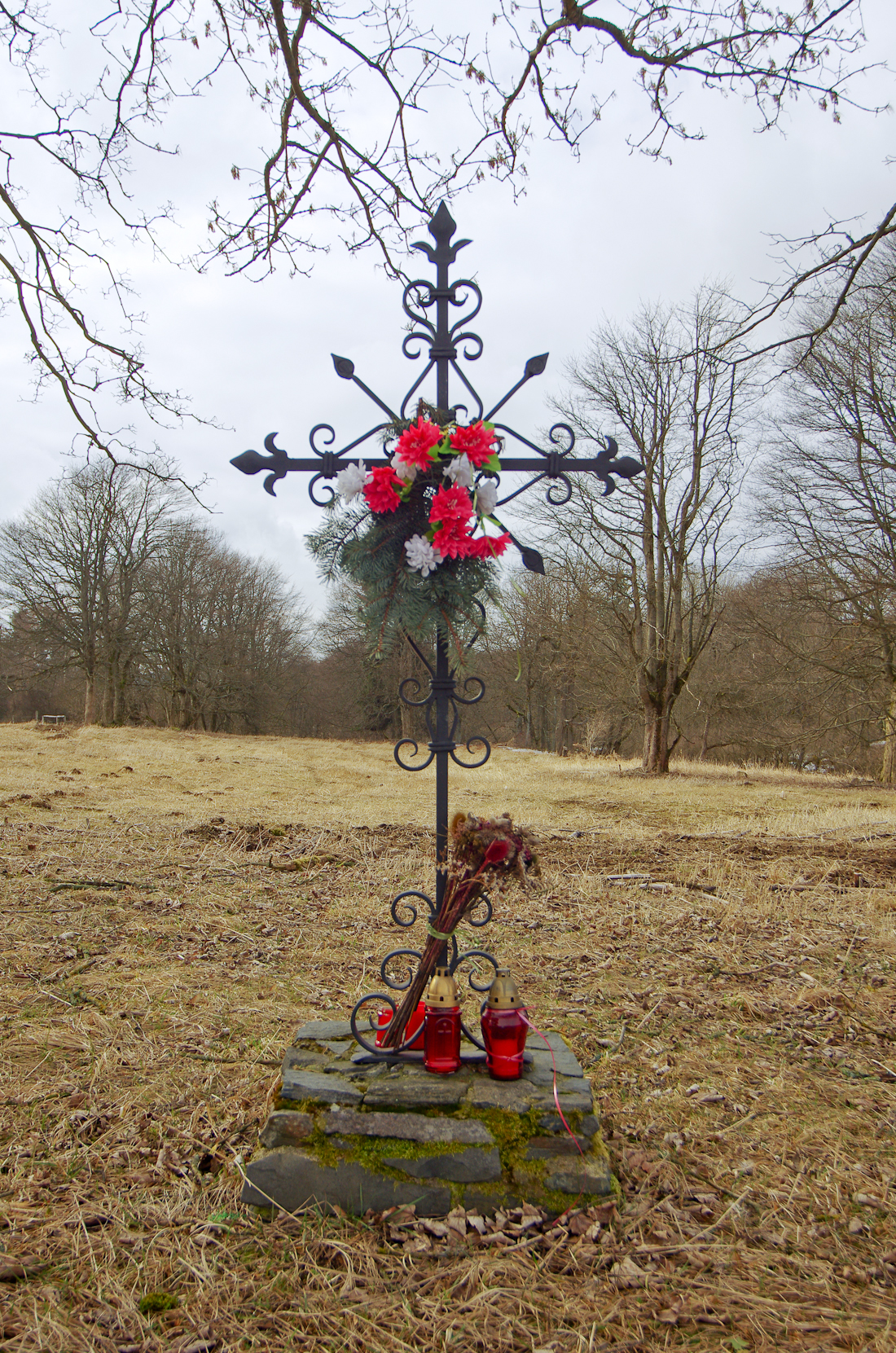
Křížek na místě kde stávala vstupní brána hřbitova
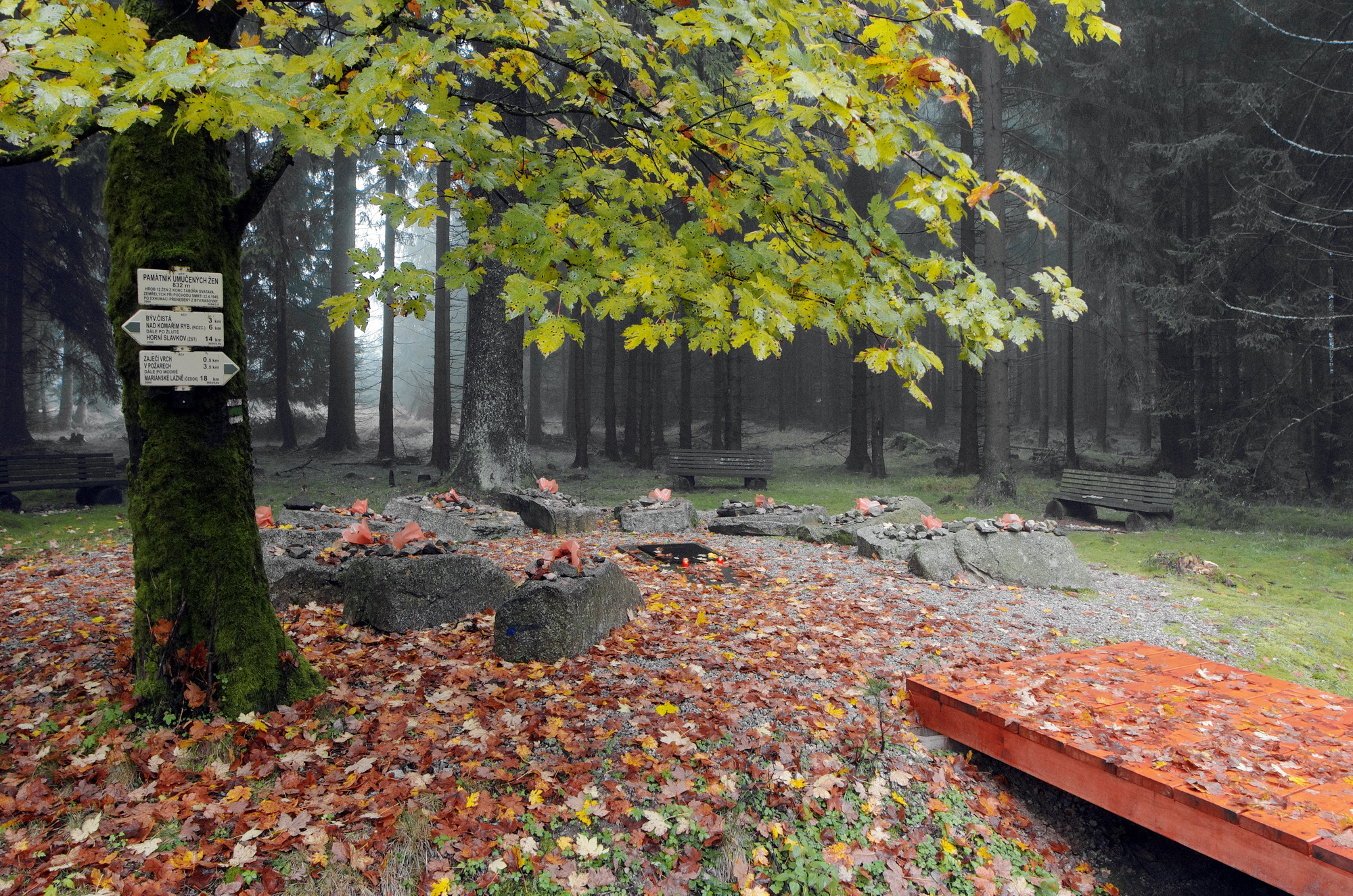
Pamatník obětem pochodu smrti